# Breakdance
Breakdance [brêjgdêns] je zvrst plesa, ki se je razvil v 70.  letih 20. stoletja v Bronxu, New York.

## Zgodovina
Izvirno ime za breakdance je bboying, v medijih pa se je zanj ustalil izraz breakdancing. Razvil se je v začetku sedemdesetih let 20. stoletja v Bronxu skupaj s hip hop kulturo in je tudi njen element, podobno kot grafiti, didžejanje in rapanje. Nekateri viri navajajo, da se je breakdance razvil iz brazilske borilne veščine capoeire, kar pa ni dokazano.
Breakdance je bil na začetku samo TopRock, šele kasneje se je razvil »footwork«. Eden najbolj znanih in prvih breakdancerjev, ki je iznašel večino osnovnih footwork »gibov«, je bil Bboy Spy iz Crazy Commandos Crew. Pomembni deli breakdancea so tudi battli (bitke), cyphri (krogi) in pa spoštovanje do drugih bboyjev. »Crew« (dobesedno posadka) je skupina prijateljev, ki skupaj trenirajo in tekmujejo na prireditvah. Število članov ni omejeno, lahko se med seboj tudi združujejo in s tem postajajo večji ter močnejši.
Breakdance se večinoma pleše na breakbeate. 

## Vrste
- Top Rock - Je začetni ples v breakdanceu, s katerim bboy (breakdancer) pokaže svoj stil in svoj smisel za glasbo. Izvaja se ga na nogah, kakor hip-hop.
- Footwork - ples po tleh samo s premikanjem nog v stilu sixstep threestep...
- Freeze - vsi gibi povezani s stojo in zadržani gibi. pri njih se ustaviš in "zamrzneš".
- Powermoves - tako imenovani »močni gibi« kot so »headspin« (vrtenje na glavi), »windmill«, »Airtrack«, »Flare«, »Jackhammer«
- Blow up-izhodi,obnove znanja v breaku